# Sodi Scientifica
Sodi Scientifica S.r.l. è un'azienda fiorentina di apparecchiature scientifiche e industriali. L'azienda è stata la prima ad inventare un metodo di misurazione della velocità stradale a fini sanzionatori, brevettato con il nome di Autovelox.

## Storia
L'azienda è stata fondata negli anni '60 da Fiorello Sodi e da sua moglie. La sede attuale dell'azienda si trova a Calenzano, in provincia di Firenze e la sua gestione è affidata ai figli del fondatore. Fin dalla sua fondazione l'azienda si è sempre impegnata nella ricerca, produzione e commercializzazione di apparati per la misurazione della velocità degli autoveicoli per migliorare la sicurezza stradale.
Nell'anno 1966 Fiorello Sodi ha inventato il primo modello italiano di Autovelox, registrandone il nome anche come marchio commerciale sebbene, con il passare degli anni, il lemma Autovelox sia ormai lessicalizzato e quindi comunemente usato nella lingua italiana anche per indicare apparati similari prodotti da altre aziende.